# Kissink

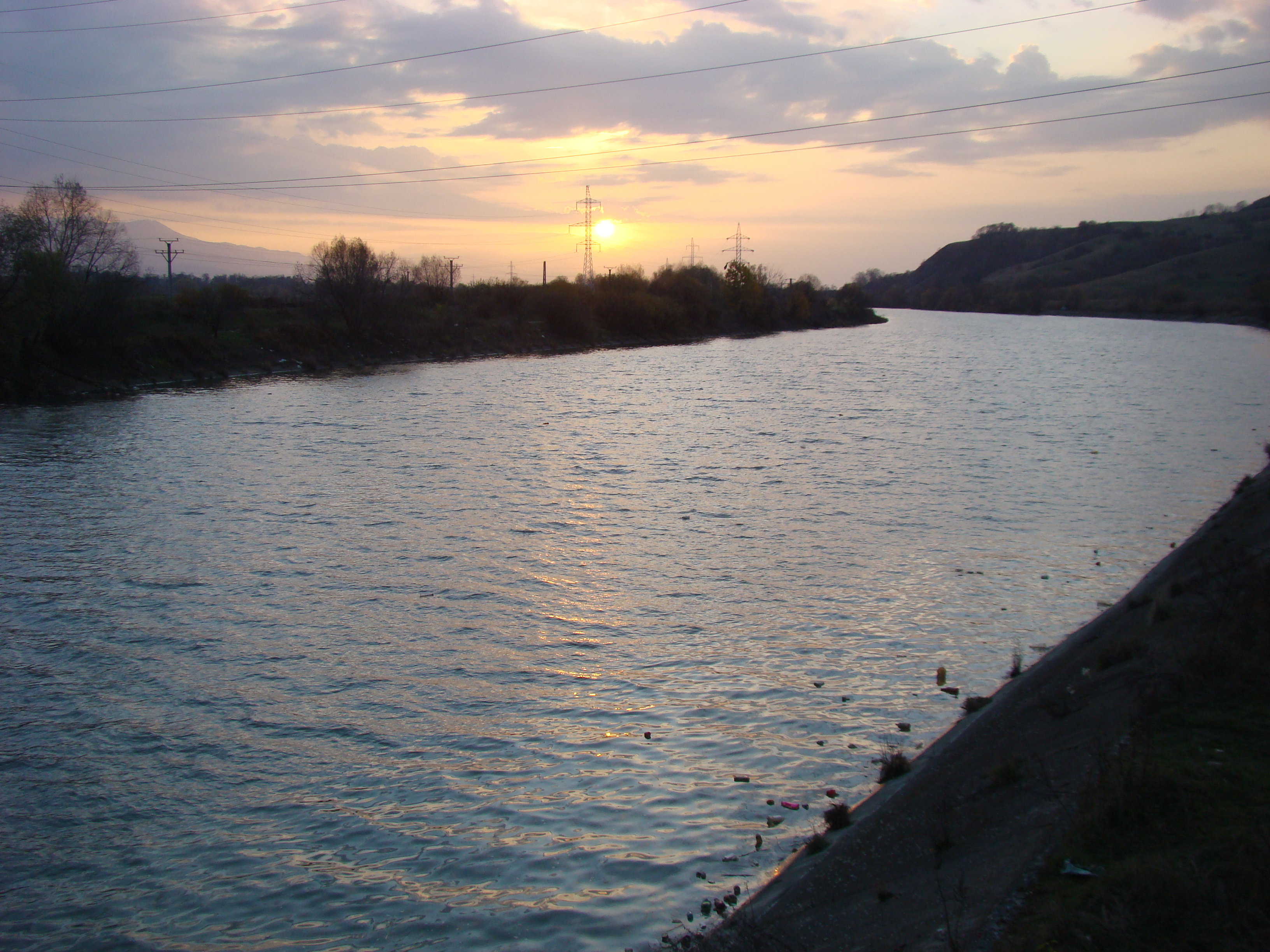
Az Olt Kissinknél

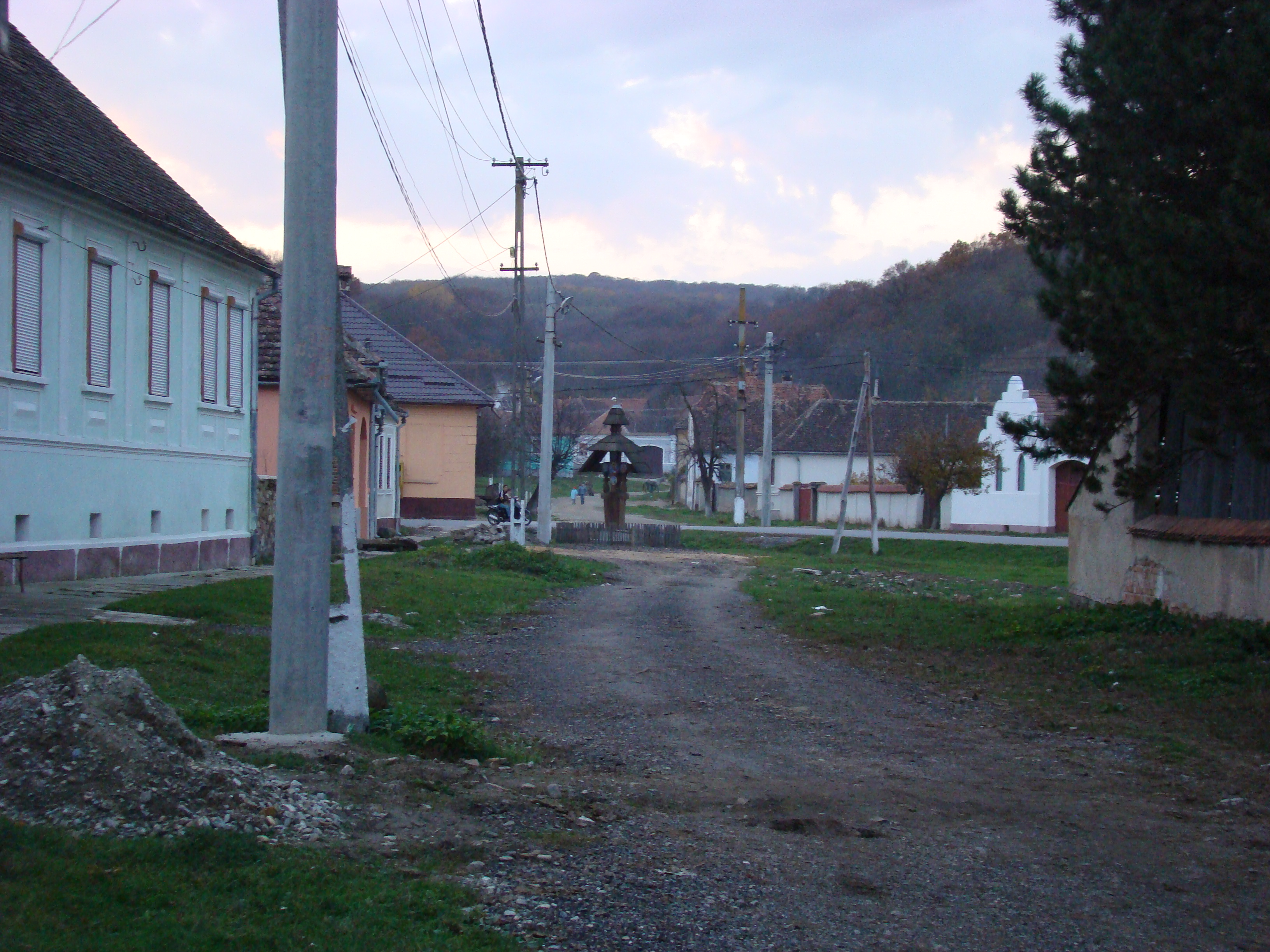

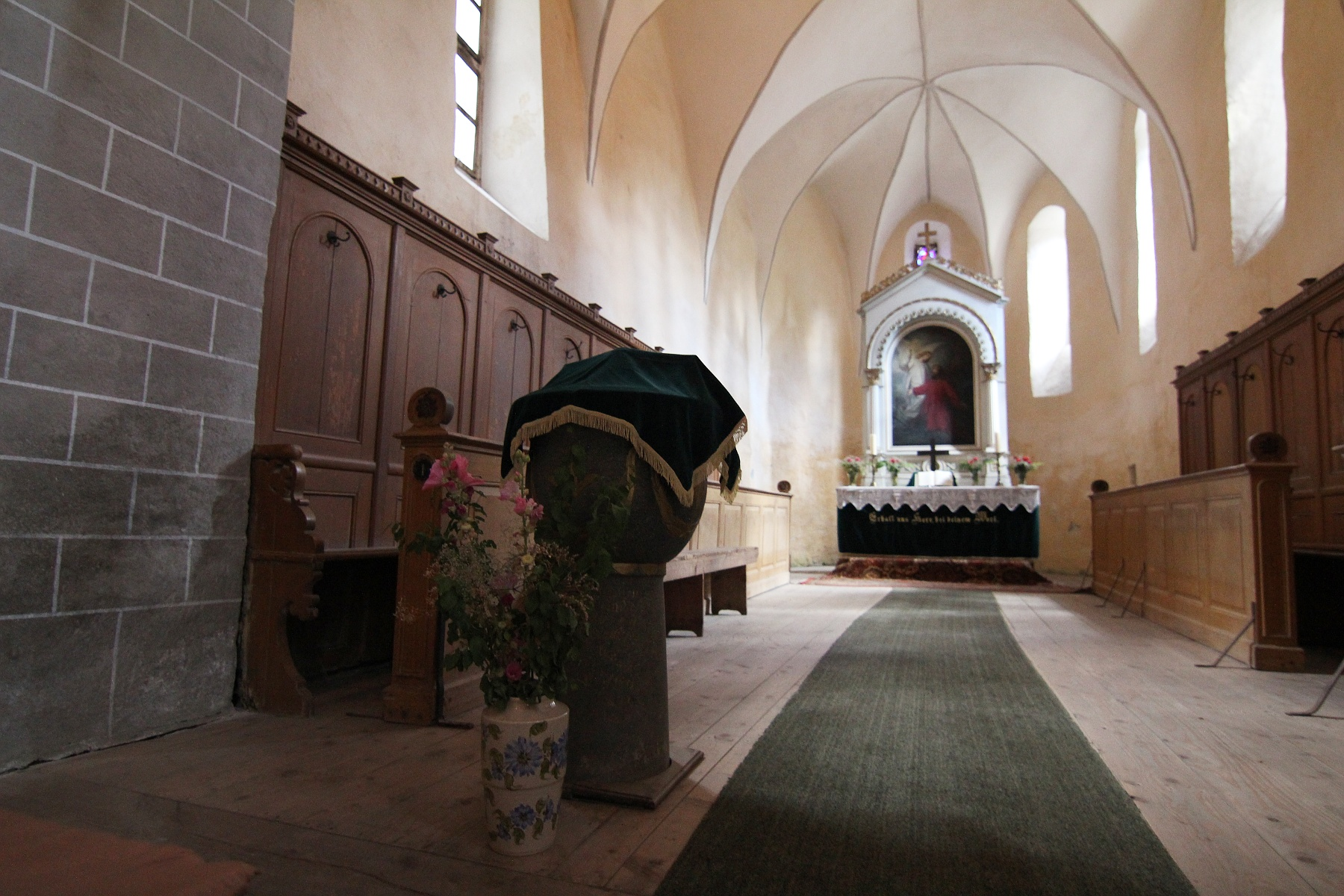
A templom belső tere

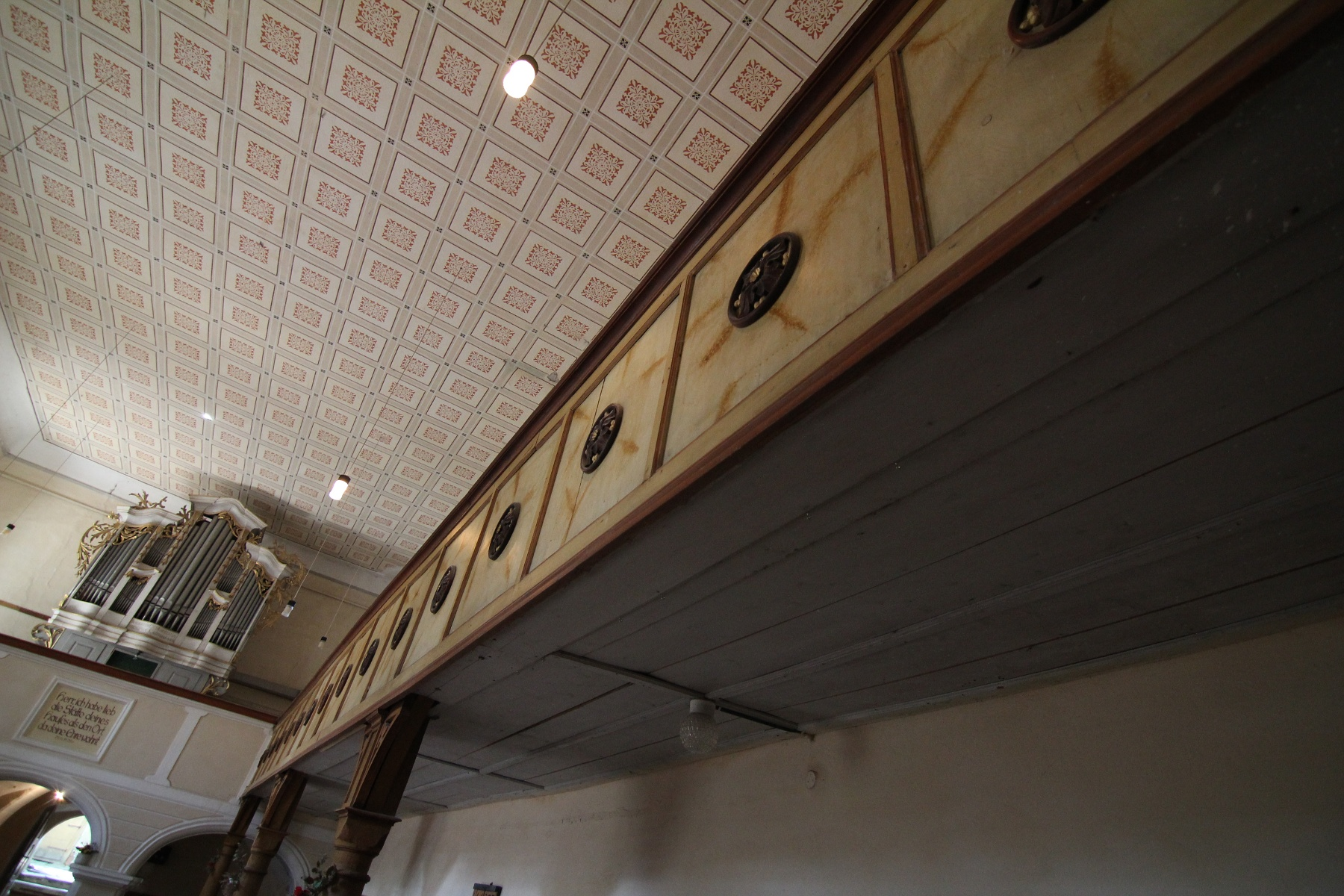

Kissink (románul: Cincșor, korábban Cincu Mic, németül: Kleinschenk) falu Romániában, Erdélyben, Brassó megyében. Közigazgatásilag Voila községhez tartozik.

## Fekvése
Fogarastól 14 km-re nyugatra, az Olttól egy km-re északra fekszik.

## Nevének eredete
A német Schenk szó 'kocsmá'-t, 'csapszék'-et jelent, de első írásos említésekor (1337) latinul de Parvo Promontorio, a promontorium jelentése pedig 'hegyfok'. További történeti névalakjai: Kyssenk (1434), Clingenschen (1500), kleyn Schenk (1532).

## Története
Határában római castrumot tártak föl.
Nagysinkszéki szász falu volt. Egy alkalommal, 1434-ben mezővárosnak nevezték. 1532-ben 27 család lakta. 1599-ben kozákok, 1603-ban vallon zsoldosok gyújtották föl, 1659-ben pedig Barcsai Ákos beszállásolt katonái tettek benne kárt. 1689-ben a falu 300 aranyat kapott kölcsön Rétyi Zsigmond fogarasi nemestől, 1698-ban pedig 250 aranyat Șerban Boertől.
A 18. században hosszú határvitát folytatott Voilával. A két falu között eredetileg ugyanis az Olt képezte a határt, de időközben az Olt egy szakaszon új medret talált magának.
1785-ből való az első adat román lakóiról, akik fogarasföldi pásztorok voltak és ekkor még csak a nyarakat töltötték itt. Később kialakult egy új, román lakosságú falurész, a korábbi falumagtól északra és északkeletre. Ez a térbeli elkülönülés jórészt a 20. század végéig fennmaradt.
A falu északnyugati peremére a 19. század elején román anyanyelvű cigányok települtek, akik a szászok napszámosaiként dolgoztak. Idővel szász mintára kőházakat építettek maguknak.
1825-ben éves (országos) és hetivásár tartására kapott kiváltságot. 1876-ban Nagyküküllő vármegyéhez csatolták.
A 19. század végén 4865 holdas határának 29%-a volt szántóföld, 24%-a legelő és 21%-a erdő.
A szászok kivándorlása 1978-ban kezdődött. 1985 után vízerőmű létesült az Olton.

## Lakossága
1850-ben 782 lakosából 576 volt német, 143 román és 56 cigány nemzetiségű; 576 evangélikus és 198 ortodox vallású.
1900-ban 925 lakosából 580 volt német, 325 román és 20 magyar anyanyelvű; 578 evangélikus, 324 ortodox és 18 római katolikus vallású.
59%-uk tudott írni–olvasni, a nem magyar anyanyelvűek 3%-a beszélt magyarul.
2002-ben 651 fő lakta, közülük 597 volt román, 31 német, 13 magyar és 10 cigány nemzetiségű; 577 ortodox, 32 evangélikus és 23 adventista vallású.

## Látnivalók
- Az evangélikus erődtemplom. Az első templom a 13. században román stílusban épült, ezt 1421-ben gótikus stílusban átépítették. Még a 15. században kettős védőfallal vették körül, amibe beépítették a római castrum köveit is. Négy toronnyal erősítették meg. Egyik harangját 1489-ben öntötték.[3] A templomot gondnoka magyar nyelven is bemutatja.[4]
- Az óvoda, az egykori iskola épülete a 20. század elején, Friedrich Balthes tervei szerint épült, huszártoronnyal.[5]

## Híres emberek
- Itt született 1911-ben Andreas Birkner német író.